# Break My Heart (JC Stewart)
Break My Heart is een nummer van de Noord-Ierse zanger JC Stewart uit 2021.
Het nummer, wat de opvolger was van de hit I Need You to Hate Me, gaat over een relatie met een 'alles of niets'-principe. Niall Horan heeft meegeschreven aan het nummer. "Break My Heart" flopte in het Verenigd Koninkrijk met een 96e positie, maar werd wel een (radio)hit in Duitsland, Nederland en België. In de Nederlandse Top 40 bereikte het een bescheiden 36e positie, en in de Vlaamse Ultratop 50 was het goed voor een 25e positie.